# Собор Олександра Невського (Новосибірськ)
Собо́р Олекса́ндра Не́вського (рос. Собор во имя святого благоверного князя Александра Невского) — православний храм у Новосибірську, знаходиться на початку Красного проспекту і Совєтської вулиці, за адресою: вул. Совєтська, 1а. Об'єкт культурної спадщини Росії регіонального значення.
Собор знаходиться в юрисдикції Новосибірської і Бердської єпархії Російської православної церкви.

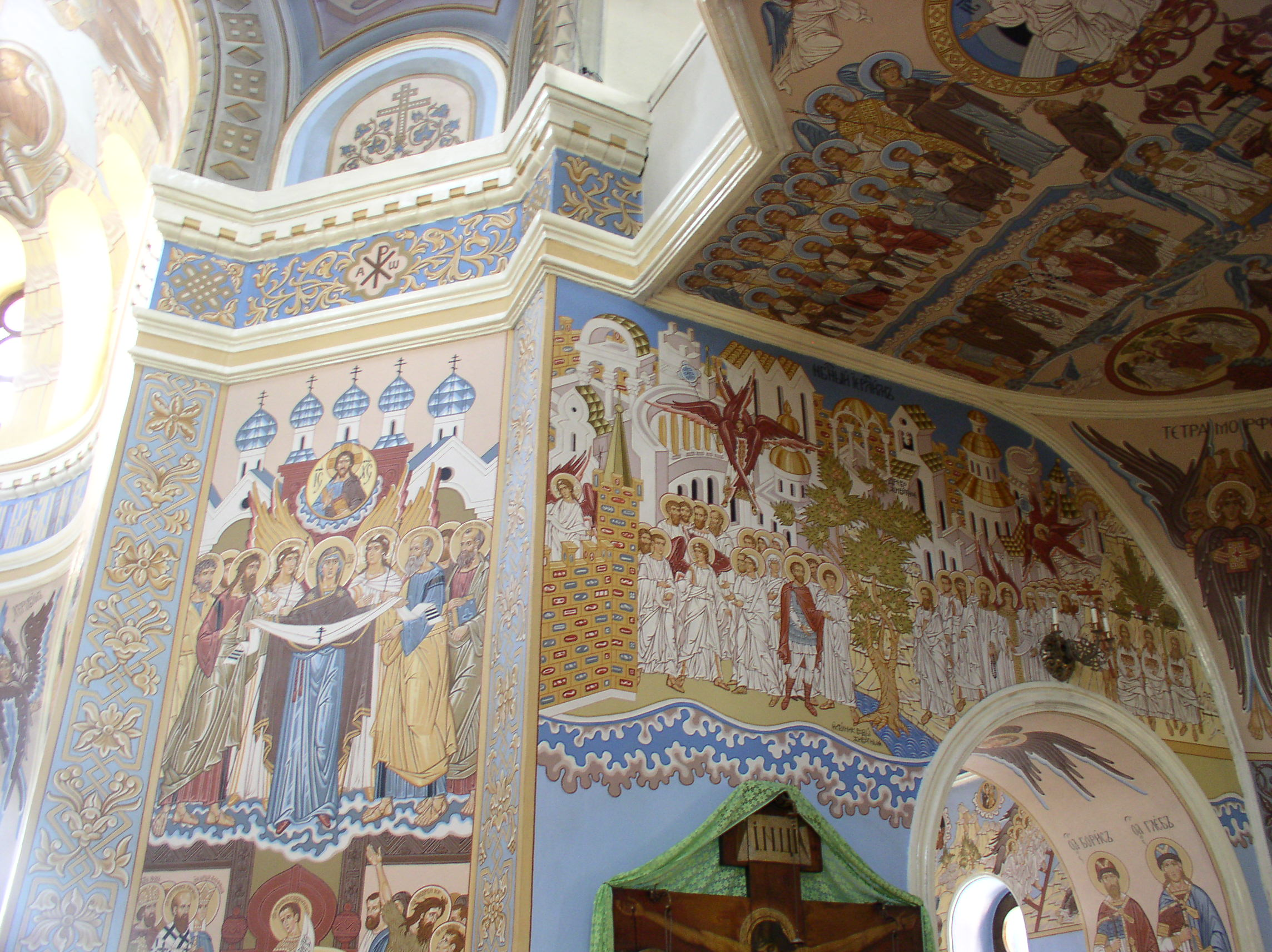
Розпис собору

## Історія

### Будівництво собору
Собор, споруджений у неовізантійському стилі, є однією з перших кам'яних будівель на території Новомиколаївська. У 1895 році жителі Новомиколаївська звернулися до Томського єпископа Макарія з клопотанням про будівництво в місті храму в ім'я князя Олександра Невського. Благословення було отримано, утворили комітет, який очолив начальник будівництва Среднесибирскої ділянки залізниці інженер Н. П. Меженінов. Був організований збір пожертвувань. Будівництво велося в 1897—1899 роках.
«До сих пір не з'ясоване питання, хто ж був автором проєкту собору Олександра Невського. Одні вважають, що це архітектор-художник К. Лигин, який займав посаду архітектора при управлінні Середньосибірської залізниці. Інші автором проекту називають Миколу Соловйова. Треті запевняють, що це були архітектори Косяков і Прус. Але все одностайні в одному — за основу цієї будівлі був узятий храм Божої Матері в Петербурзі в формах „візантійського стилю“».
Керівником будівельних робіт став Н. М. Тихомиров. 15 травня 1897 року відбулася закладка храму, до кінця 1898 року завершили кладку стін. Собор був освячений 29 грудня 1899 єпископом Томським і Барнаульським Макарієм. 1 і 29 грудня 1904 року відбулося освячення бічних приделів (в ім'я Миколи Чудотворця і великомученика Георгія Побідоносця). У лютому 1910 храм став центром благочиння Новомиколаївських церков, а 1915 року храм отримав статус собору.

### Закриття собору
У 1920-ті - 1930-і роки собор належав обновленцям. Закритий 1937 року, після арешту 30 вересня того ж року обновленського митрополита Західно-Сибірського Олександра (Введенського). Були спроби підірвати будівлю, але були зруйновані тільки перегородки. У 1940-і роки в будівлі собору розміщувався проектний інститут «Промбудпроект». У 1957 році в ньому розмістилася Західно-Сибірська студія кінохроніки (перебувала в будівлі аж до квітня 1984 року). Зокрема, тут випускався відомий кіножурнал «Сибір на екрані», документальні фільми. За ці роки в соборі був повністю знищений розпис, влаштовані додаткові перекриття (були додані три поверхи, у куполі була зроблена кімната).
У 1971 році при роботах з прокладання кабелю поруч з собором була знайдена могила його будівельника Н. М. Тихомирова. Його останки перенесли на Заельцовске кладовище Новосибірська.
У 1984 році будівлю передали Новосибірській філармонії. Був розроблений проєкт його реставрації та переобладнання для створення в ньому концертного залу для камерного хору (включав в себе будівництво додаткового підземного ярусу). У 1988 році планувалося розпочати роботи, але завдяки втручанню громадськості почалася кампанія за повернення собору церкві.

### Відновлення собору

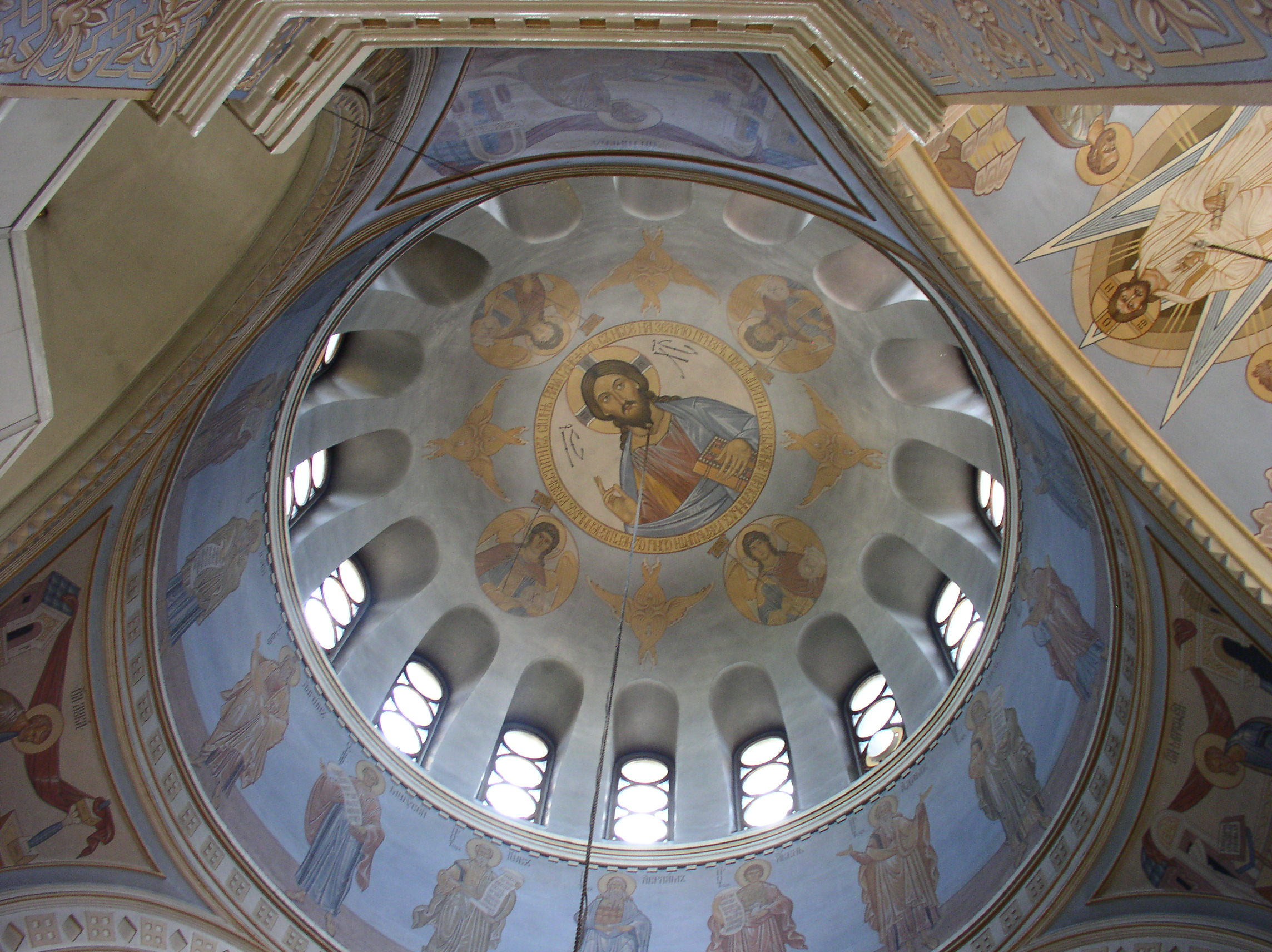
Купол собору

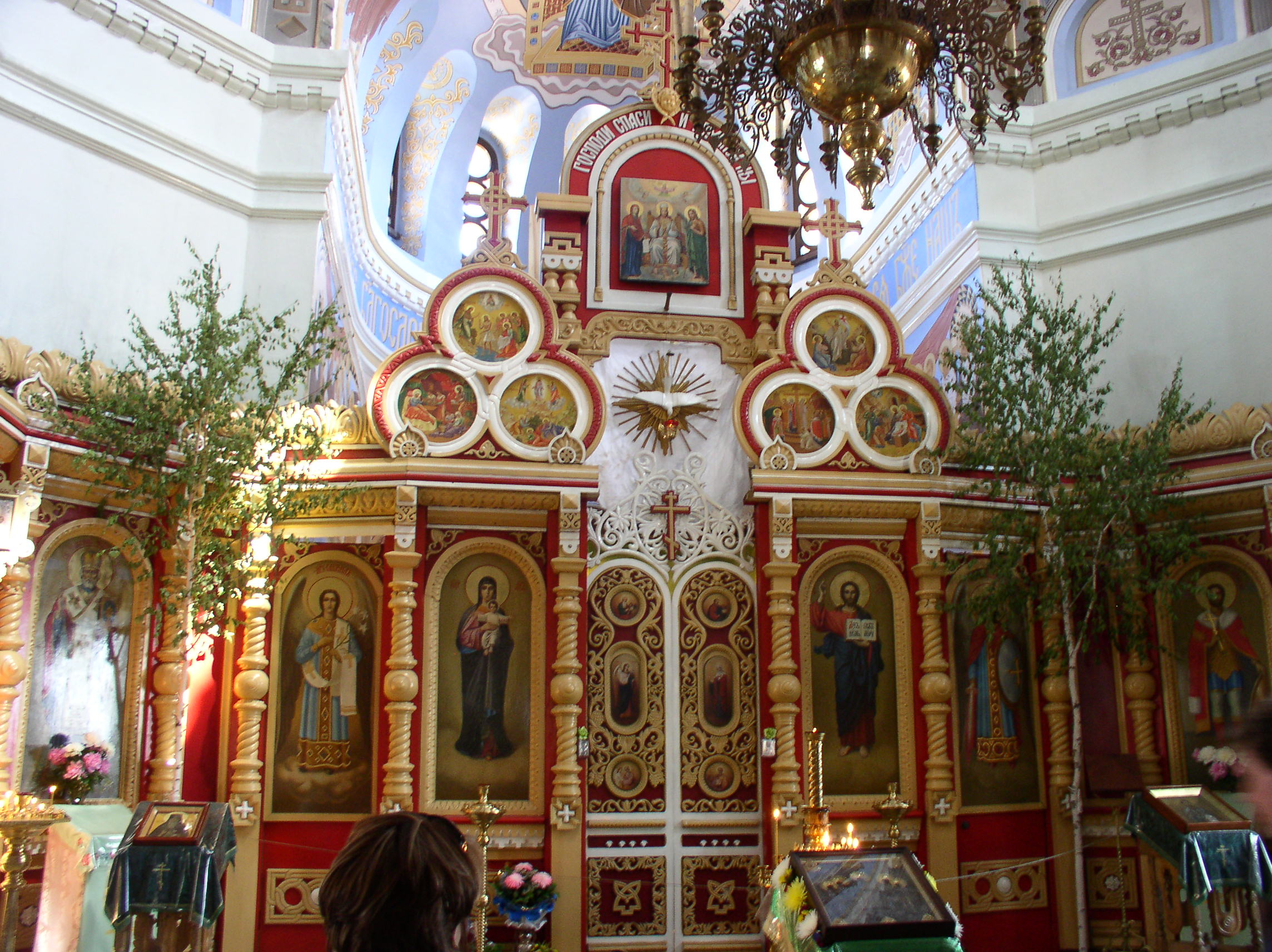
Іконостас

Рух за повернення собору церкві розгорнувся 1988 року, у рік святкування 1000-річчя Хрещення Русі. Активну участь в ньому прийняв митрополит Новосибірський і Барнаульський Гедеон (Докукін). 25 серпня 1989 року Новосибірська міська рада передала храм церкві. 15 травня 1991 собор був освячений Патріархом Московським і всієї Русі Алексієм II.
До моменту повернення будинок перебував в жалюгідному стані. Дзвіниця була підірвана, внутрішнє планування собору сильно змінено. Ікони, церковне начиння і дзвони були вилучені, настінні розписи та іконостас повністю знищені. Зовнішні стіни собору були зношені, тому що довгий час не було ремонту. Покриття куполів у багатьох місцях прогнило. Зовні до будівлі храму були прибудовані різні господарські та підсобні приміщення.
Відразу після передачі собору церкві почалися відновлювальні роботи. Дзвіниця була знову відбудована, купола храму перекриті, оновлені пошкоджені фрагменти зовнішніх стін, відновлене внутрішнє планування і заново нанесена штукатурка на внутрішні стіни храму.
Був частково відреставрований іконостас, заново закуплене необхідне для здійснення богослужінь церковне начиння, у середині 2000-х років були завершені роботи по внутрішньому розпису храму та облаштуванню іконостасу, які здійснювалися за рахунок коштів приходу.
Поруч з собором зведений невеликий цегляний баптистерій в ім'я Івана Хрестителя, який має в своєму розпорядженні купіль для здійснення таїнства хрещення повним зануренням.